# Phaonia septentrionalis
Phaonia septentrionalis är en tvåvingeart som beskrevs av Xue och Yu 1986. Phaonia septentrionalis ingår i släktet Phaonia och familjen husflugor. Inga underarter finns listade i Catalogue of Life.